# Бубир Олексій Федорович
Бубир Олексій Федорович  (нар. 16 березня 1876 — 1919) — російський архітектор, цивільний інженер, представник російського (північного) модерну.

## Життєпис
Народився в с. Олексіївка Павлоградського повіту Катеринославської губернії (тепер Дніпропетровської області).
Автор цивільних і промислових будівель в Санкт-Петербурзі, Ревелі і Сочі, а також ряду конкурсних проектів.
У 1897 закінчив Павлоградську гімназію і переїхав до Санкт-Петербург, де вступив до Інститут цивільних інженерів. Будучи студентом, побував у Німеччині, Франції і Фінляндії. Навчання закінчив з відзнакою в 1902.
У 1903 поступив на службу в Відомство установ імператриці Марії, де брав участь у будівництві будинку Петербурзького комерційного училища, у 1913 керував ремонтом огорожі вороніхінского скверу.
Першою роботою на приватного замовника став спільний проект з архітектором Ільїним, реалізований у 1903—1904 роках — житловий будинок при лютеранській церкві св. Анни. Надалі з Ільїним Бубир співпрацював неодноразово. Ними в 1905—1906 роках було споруджено будинок школи лютеранського приходу св. Анни.
Разом з Н. В. Васильєвим Бубир в 1906—1907 роках побудував прибутковий будинок на Стременній вулиці. Цей проект виявився настільки вдалим, що архітектор викупив будівлю і влаштував у ньому власну майстерню.
Олексій Федорович є автором таких будівель, як торговий дім Обольянінова, прибутковий будинок Латиської церкви, прибутковий будинок Капустіна, прибутковий будинок Візлер, прибутковий будинок Багрова, житловий комплекс Басейного товариства власних квартир, будинок Р. А. Дідеріхса, будівлі Головної палати мір і ваги.
Архітектурну діяльність Бубир поєднував з викладанням у Інституті цивільних інженерів, де до 1918 вів курс архітектурного проектування. Крім того, Бубир брав участь у роботі Товариства цивільних інженерів і Петербурзького товариства архітекторів в якості експерта і секретаря конкурсних журі.
Останньою роботою Бубиря став комплекс виробничих будівель заводу «Російський Рено», побудований в 1914—1916 роках.
Після 1917 перестав отримувати приватні замовлення. З Санкт-Петербурга він виїхав в Україну, де в 1919 загинув від рук бандитів.